# Гайки (Полтавская область)
Гайки (укр. Гайки) — село,
Вороньковский сельский совет,
Чернухинский район,
Полтавская область,
Украина.
Код КОАТУУ — 5325180803. Население по переписи 2001 года составляло 3 человека.

## Географическое положение
Село Гайки находится на расстоянии в 2,5 км от сёл Новая Диброва, Красное и Дрюковщина (Лохвицкий район).
По селу протекает пересыхающий ручей с запрудами.
Рядом проходит автомобильная дорога Р-60.